# Kejserkåbe (sommerfugl)
Kejserkåben (Argynnis paphia) er en sommerfugl i takvingefamilien. Den changerer i grønt, hvidt og violet. Kejserkåben ses fra omkring 1. juli og indtil omkring 1. september. Sommerfuglen holder til i skovlysninger og skovbryn. I gamle dage var den knyttet til stævningsskove, men i dag lever den også i gamle skove, der får lov til at passe sig selv. Den er gået meget tilbage i Danmark, men er vidt udbredt i Mellem- og Sydeuropa og videre østpå gennem Asien til Japan.

## Forekomst i Danmark
Kejserkåben er på kraftig tilbagegang i Danmark, muligvis på grund af mangel på lysåbne varierede skove. Indtil omkring 1990 var sommerfuglen talrig i f.eks. Nordjylland ved Rold skov og Lille Vildmose, men efter 1990 er den kun kendt i få eksemplarer f.eks. fra Rebild, og uden for Nordjylland i skovene omkring Vejle fjord, Gudbjerg skov på Fyn og Gribskov i Nordsjælland. I Midt- og Sydsjælland, Lolland, Falster, Møn og Bornholm findes dog stadig talrige bestande.
Kejserkåben står på den danske rødliste, som ikke truet.

## Udseende
Vingeundersiderne changerer som nævnt i grønt, hvidt og violet. På oversiden af vingerne har sommerfuglen en varm orange farve med sorte og mørkebrune pletter. Hannen har fire striber af mørke duftskæl på forvingerne – hunnerne mangler disse duftskæl og kan forveksles med markperlemorsommerfuglen. Kejserkåben er dog ret stor med et vingefang omkring 54–70 mm.

## Livscyklus
Der er en generation årligt. Æggene lægges på et træ eller en træstub i umiddelbar nærhed af violplanter. Efter ca. 2 uger klækkes ægget. Kort tid herefter sætter larven sig til overvintring og vågner først det næste forår. Der æder den af violplanterne til den forpuppes midt i juni. Efter 2-4 uger klækkes puppen og den voksne sommerfugl kommer frem.

## Foderplanter
De voksne suger nektar hos fx brombær og kærtidsler. Larverne lever på flere forskellige violarter – f.eks. hundeviol, kratviol, skovviol og martsviol.

## Galleri
| Galleri med danske arter i Takvingefamilien |
| --- |
| Egentlige takvinger ↓ - Perlemorsommerfugle ↓ Randøjer ↓ - Monark - Leptidea sinapis - Iris - Apatura iris - Poppelsommerfugl - Limenitis populi - Hvid admiral - Limenitis camilla Egentlige takvinger - Kirsebærtakvinge - Nymphalis polychloros - Østlig takvinge - Nymphalis xanthomelas - Det hvide L - Nymphalis vaualbum - Sørgekåbe - Nymphalis antiopa - Dagpåfugleøje - Aglais io - Admiral - Vanessa atalanta - Tidselsommerfugl - Vanessa cardui - Nældens takvinge - Aglais urticae - Det hvide C - Polygonia c-album - Nældesommerfugl - Araschnia levana Pletvinger - Okkergul pletvinge Melitaea cinxia - Mørk pletvinge Melitaea diamina - Brun pletvinge Mellicta athalia - Askepletvinge Euphydryas maturna - Hedepletvinge Euphydryas aurinia Perlemorsommerfugle - Kejserkåbe Argynnis paphia - Østlig perlemorsommerfugl - Argynnis laodice - Markperlemorsommerfugl Argynnis aglaja - Skovperlemorsommerfugl Argynnis adippe - Klitperlemorsommerfugl - Argynnis niobe - Storplettet perlemorsommerfugl Issoria lathonia - Engperlemorsommerfugl Brenthis ino - Moseperlemorsommerfugl Boloria aquilonaris - Brunlig perlemorsommerfugl Boloria selene - Rødlig perlemorsommerfugl Boloria euphrosyne - Violet perlemorsommerfugl Clossiana dia Randøjer - Galathea Melanargia galathea - Sandrandøje Hipparchia semele - Skovbjergrandøje Erebia ligea - Græsrandøje Maniola jurtina - Engrandøje Aphantopus hyperanthus - Buskrandøje Pyronia tithonus - Moserandøje Coenonympha tullia - Okkergul randøje Coenonympha pamphilus - Perlemorrandøje Coenonympha arcania - Herorandøje Coenonympha hero - Skovrandøje Pararge aegeria - Vejrandøje Lasiommata megera - Skovvejrandøje Lasiommata maera - Bjergvejrandøje Lasiommata petropolitana |